# Цирульникова, Ангелина Евгеньевна
Ангелина Евгеньевна Цирульникова (28 октября 1998) — российская футболистка, вратарь клуба «Рубин».

## Биография
На детско-юношеском уровне выступала за «Алтай» и Школу Алексея Смертина (Барнаул), а также за «Кузбасс» (Кемерово). Во взрослых соревнованиях в 2015—2016 годах выступала за «Кузбасс» в первом дивизионе России, в 2016 году участвовала в финальном турнире первого дивизиона, где «Кузбасс» занял шестое место.
С 2017 года выступает за «Енисей» (Красноярск), в первые годы была резервным вратарём клуба. Дебютный матч в высшей лиге России сыграла 9 сентября 2017 года против московского ЦСКА (1:5), заменила в перерыве Маргариту Широкову, и за оставшееся время пропустила 3 гола. Первый матч в стартовом составе клуба в рамках чемпионата России провела 9 мая 2019 года против ижевского «Торпедо» (0:1), отыграв все 90 минут. С 2020 года являлась основным вратарём «Енисея». После окончания сезона 2024 покинула «Енисей» и перешла в казанский «Рубин».
Весной 2017 года сыграла 3 матча за молодёжную сборную России, из них два — не полностью, ни в одном из них россиянки не пропускали голов.